# Стенін Андрій Олексійович
Андрій Олексійович Стенін (22 грудня 1980 — 6 серпня 2014) — російський фотокореспондент.
Працював кореспондентом «Російської газети» (2003—2005), в «Газете.Ru» (2005—2008), фотокореспондентом РИА Новости (2009—2013). У 2014 році — спеціальний фотокореспондент Об'єднаної дирекції фотоінформації МІА «Росія сьогодні». Спеціалізувався на зйомці надзвичайних подій, масових безладів, воєнних конфліктів, судових процесів. Працював у Сирії, секторі Газа, Єгипті, Лівії, Туреччині та інших регіонах.
Загинув, перебуваючи у відрядженні на тимчасово окупованій терористами «Донецької народної республіки» території України, ставши четвертим російським журналістом, убитим в ході війни на сході України. Смерть Стеніна викликала великий суспільний резонанс. Можливо був убитий спецслужбами Кремля.

## Життєпис
Андрій Стенін народився 22 грудня 1980 року в місті Печора Комі АРСР. Єдиний син в родині. Мати — Віра Миколаївна Стеніна, працює фельдшером-лаборантом філії ФБУЗ «Центр гігієни і епідеміології в Республіці Комі в м. Печорі», батько помер у 2012 році. Виріс в Печорі, потім поїхав до Москви.
З 2003 року працював кореспондентом відділу «Суспільство» «Російської газети», потім кілька років працював у «Газете.ru».
З 2008 року Стенін займався фотографією. Спеціалізувався на зйомці надзвичайних подій, масових безпорядків, воєнних конфліктів, судових процесів. Позаштатно знімав для ИТАР-ТАСС, РИА Новости, «Коммерсантъ», Reuters, Associated Press, France Press. Працював у Сирії, секторі Газа, Єгипті, Лівії, Туреччині та інших регіонах. Не одружений, дітей немає.
З 2009 року — фотокореспондент РИА Новости, з 2014 року — спеціальний фотокореспондент Об'єднаної дирекції фотоінформації МІА «Росія сьогодні». У 2010 році на висвітленні несанкціонованої акції протесту був затриманий міліціонерами, які проігнорували його свідчення про журналістську діяльность, сфальсифікували документи і передали відповідну справу до суду.
З 13 травня 2014 року Андрій Стенін перебував у відрядженні в Україні, виконував редакційні завдання, працюючи в Києві, Донецьку, Луганську, Маріуполі, Шахтарську та Слов'янську. Останній раз матеріал від нього було отримано 5 серпня.
Він особисто зробив ретельну фотозйомку допиту і катувань українських солдат, взятих в полон в Шахтарську (Донецька область). Також він супроводжував терористів, коли ті здійснювали обстріл підрозділів української армії з позицій у житлових будівлях. У цей час у будівлях, можливо, все ще залишались мирні жителі.
Керівник об'єднаної дирекції фотоінформації МІА «Росія сьогодні» Олександр Штоль зазначав, що «найвибагливіші представники фотодокументалістики визнають, що творчість Андрія Стеніна — це вищий ступінь журналістської чесності». За оцінкою заступника головного редактора МІА «Росія сьогодні» Сергія Кочеткова, «Андрій знімав війну такою, яка вона є, якою він її бачив».
5 серпня 2014 року з Андрієм Стеніним було втрачено зв'язок, коли він працював на окупованій території (так званій ДНР) на сході України в зоні збройного конфлікту. На останню зйомку він відправився зі співробітниками «Інформаційного корпусу» ополчення Донецької народної республіки Сергієм Коренченковим та Андрієм Вячало.
Загинув Андрій Стенін 6 серпня 2014 року біля міста Сніжне в Донецькій області. Похований 5 вересня в Москві на Троєкуровському кладовищі.

## Розслідування росіянами загибелі журналіста
8 серпня «Росія сьогодні» з посиланням на «поінформоване джерело агентства на сході країни», звинуватила у викраденні журналіста співробітників Служби безпеки України. 11 серпня МВС України прийняло до провадження заяву про зникнення журналіста, але пізніше так і не підтвердило дані про захоплення Стеніна СБУ. 12 серпня радник глави МВС України Антон Геращенко в інтерв'ю радіостанції Baltkom повідомив, що Стенін заарештований спецслужбами і підозрюється в «пособництві терористам». Однак, пізніше Геращенко сказав, що точної інформації про це у нього немає, а 12 серпня попросив більше його не турбувати питаннями про долю фотокореспондента.
22 серпня з'явилася перша неофіційна інформація, що біля міста Сніжне знайдено тіло імовірно зниклого журналіста. В цей же день журналісти «Комсомольської правди» Олександр Коц і Дмитро Стешін опублікували свій матеріал про пошук Стеніна з фотографіями вигорілого та зрешеченого кулями остова автомобіля «Рено Логан», в якому було три трупи, а в багажнику — два обгорілих професійних об'єктива. За припущенням російських журналістів, 6 серпня, на дорозі до Дмитрівки українська армія розстрілювала машини з цивільними і ополченцями. Потім автомобіль був оглянутий, і з нього зник мобільний телефон Стеніна. «Рено Логан» згорів пізніше, коли цю територію обстрілювали з реактивних установок залпового вогню «Град». Через кілька годин статтю видалили з сайту газети, так як матеріал порушував домовленості з «Росією сьогодні» про офіційне підтвердження, і був повторно опублікований 3 вересня.
23 серпня міжнародна правозахисна організація Human Rights Watch у своєму зверненні до федерального канцлера Німеччини Ангели Меркель закликала її «рішуче і однозначно засудити низку арештів російських журналістів в Україні», а також закликала український уряд «прояснити, де знаходиться фотокореспондент „Росії сьогодні“ Андрій Стенін, який зник на сході Україні 5 серпня».
Тим часом, у Сербії, Росії, Аргентині, Великій Британії та Мексиці відбулися акції на підтримку фотокореспондента. Стурбованість долею висловили представник ОБСЄ зі свободи ЗМІ Дуня Міятович, Міжнародна федерація журналістів (IFJ), а також міжнародна організація «Репортери без кордонів» (Reporters sans frontiers, RSF). Крім того, МІА «Росія сьогодні» запустила акцію з вимогою звільнити Андрія Стенина, а в соцмережах були розміщені хештеги #ОсвободитеАндрея і #FreeAndrew.
Наступного ранку на місце трагедії приїхали донецькі криміналісти і слідчі ДНР. З собою вони взяли представників місії ОБСЄ.
3 вересня гендиректор агентства Дмитро Кисельов офіційно підтвердив загибель журналіста, пославшись на результати експертизи. Андрій Стенін став четвертим російським журналістом, убитим на окупованих формуваннями ДНР і ЛНР територіях Україні. МЗС Росії у своїй заяві зазначило, що «ситуація нечувана, в тому числі в порівнянні з іншими кривавими збройними конфліктами останніх років».
3 вересня офіційні співчуття В. М. Стеніній, матері Андрія Стеніна, висловив президент РФ Володимир Путін. Також їй написав український десантник Андрій Панасюк, що бачив Стеніна одним з останніх в Шахтарську. Він зазначив, що Стенін його не бив, не катував, а «просто виконував свою роботу фотографа». «Мені дуже шкода, що так вийшло», — підкреслив військовий, висловивши надію, що скоро настане мир.
2 серпня 2017 рік була оприлюднена інформація про ще двох осіб, які загинули разом з журналістами в тій колоні: ними виявилися ополченці ДНР і ЛНР Артем Авер'янов та Андрій Хоружий.

## Роль російських спецслужб у вбивстві
На початку вересня 2014 року радник міністра внутрішніх справ Зорян Шкіряк на своїй сторінці у Фейсбук написав, що журналіста Андрій Стенін став черговою жертвою путінського режиму, для використання його смерті для брехливої рашистської пропаганди:
|  | "Вбивство російського журналіста Андрія Стеніна могли організувати спецслужби Кремля. У тому, що вбивство російського журналіста організовано за прямим наказом Путіна, у мене немає ніяких сумнівів. Ще місяць тому, відразу після появи інформації про зникнення журналіста, ми заявили про те, що до цього може бути причетна ФСБ. Попередній вкидання російськими ЗМІ інформації про те, що Стенін нібито затриманий СБУ, був спробою «підготувати ґрунт» |

За словами журналіста Дениса Казанського, загинув серед інших свідків штурму села Кожевня влітку 2014 року під час боїв під Сніжним на окупованій Донеччині.. З оприлюдненої згодом російськими терористами поширили відеохроніку стало відомо, що село було знищене збройним формуванням «ДРГ „Рязань“», яке складається переважно із найманців із Росії.

## Нагороди та премії
Державні нагороди Росії:
- Орден Мужності (5 вересня 2014 року, посмертно) — за мужність і героїзм, проявлені при виконанні професійного обов'язку[27]

Професійні премії:
- Лауреат премії в галузі ЗМІ «Іскра» (2010) — за виконання журналістського обов'язку[28]
- Лауреат премії «Срібна камера» (2010, 2013)[3]

## Приклади робіт Андрія Стеніна
|                                                     |                                                               |                                                        |                                                               |
| Теракт в аеропорту «Домодєдово», 24 січня 2011 року | Рейд МНС по точках торгівлі піротехнікою, 22 грудня 2010 року | Обшук у ресторані «Прага» в Москві, 6 серпня 2009 року | Затоплення торфовищ в Шатурському районі, 13 серпня 2010 року |

## Пам'ять

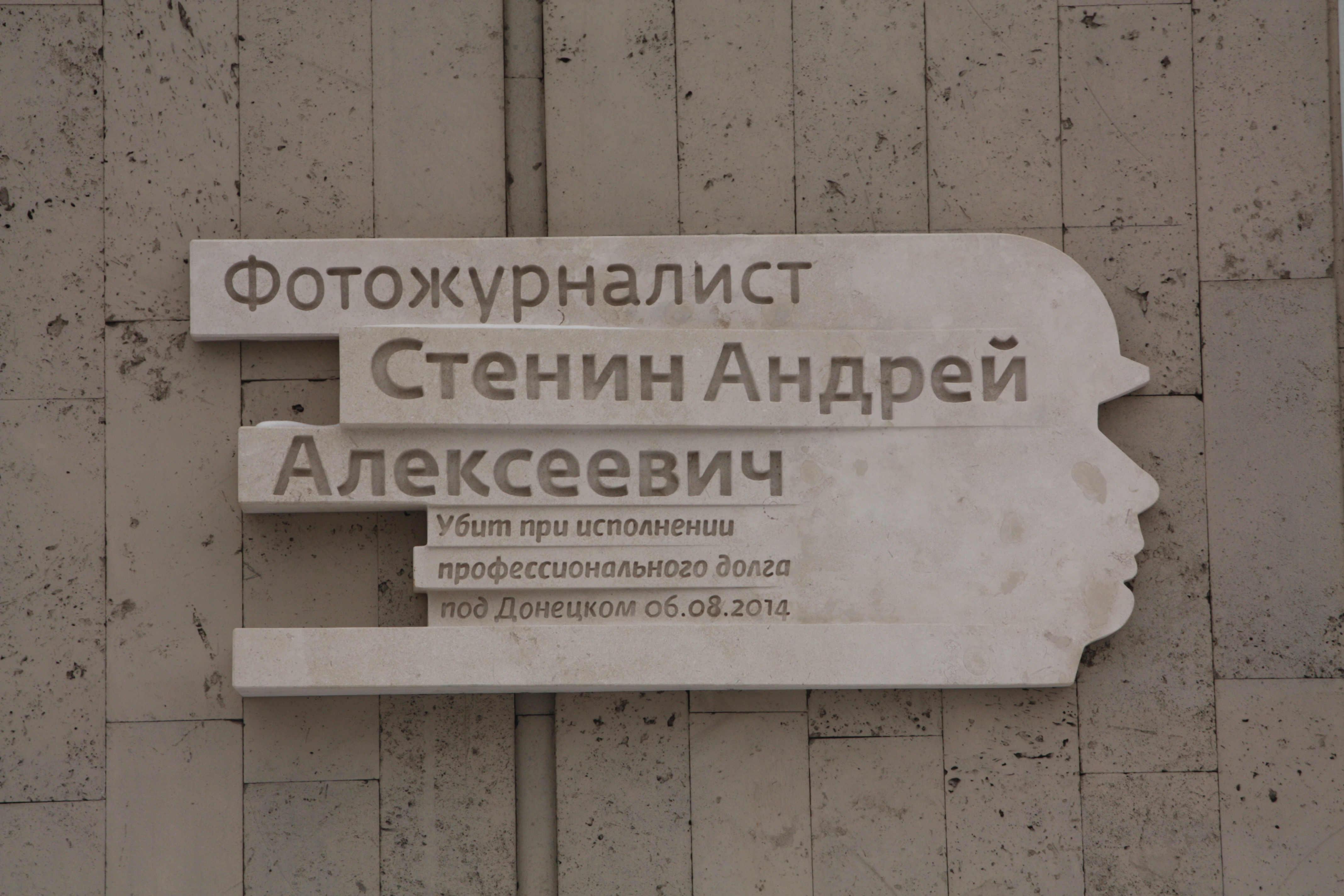
Меморіальна дошка
на будівлі МИА «Россия сегодня»

- У вересні 2014 року на місці загибелі Андрія Стеніна встановлено пам'ятний хрест[29].
- 22 грудня 2014 року в пам'ять про загиблого на території ДНР фотокорреспондента Андрія Стеніна на Зубовському бульварі в Москві, на будівлі інформаційного агентства «Росія сьогодні», де він працював, була відкрита меморіальна дошка[30].
- З 2014 року МІА «Росія сьогодні» під егідою UNESCO проводить Міжнародний конкурс фотожурналістики імені Андрія Стеніна[31][9]. Роботи Андрія Стеніна із зони війни на сході України представлені в рамках міжнародного проекту «Material Evidence».
- З 1 вересня 2015 року ім'я Андрія Стеніна носить школа в селищі Гірницьку ДНР. На будинку встановлена меморіальна дошка[32].
- 27 грудня 2017 рік ім'я Андрія Стеніна носить його рідна школа № 2 у місті Печора. На будинку встановлена меморіальна дошка, у фоє школи встановлено бюст.[33]